# Helmholtzstraße 6 (Weimar)

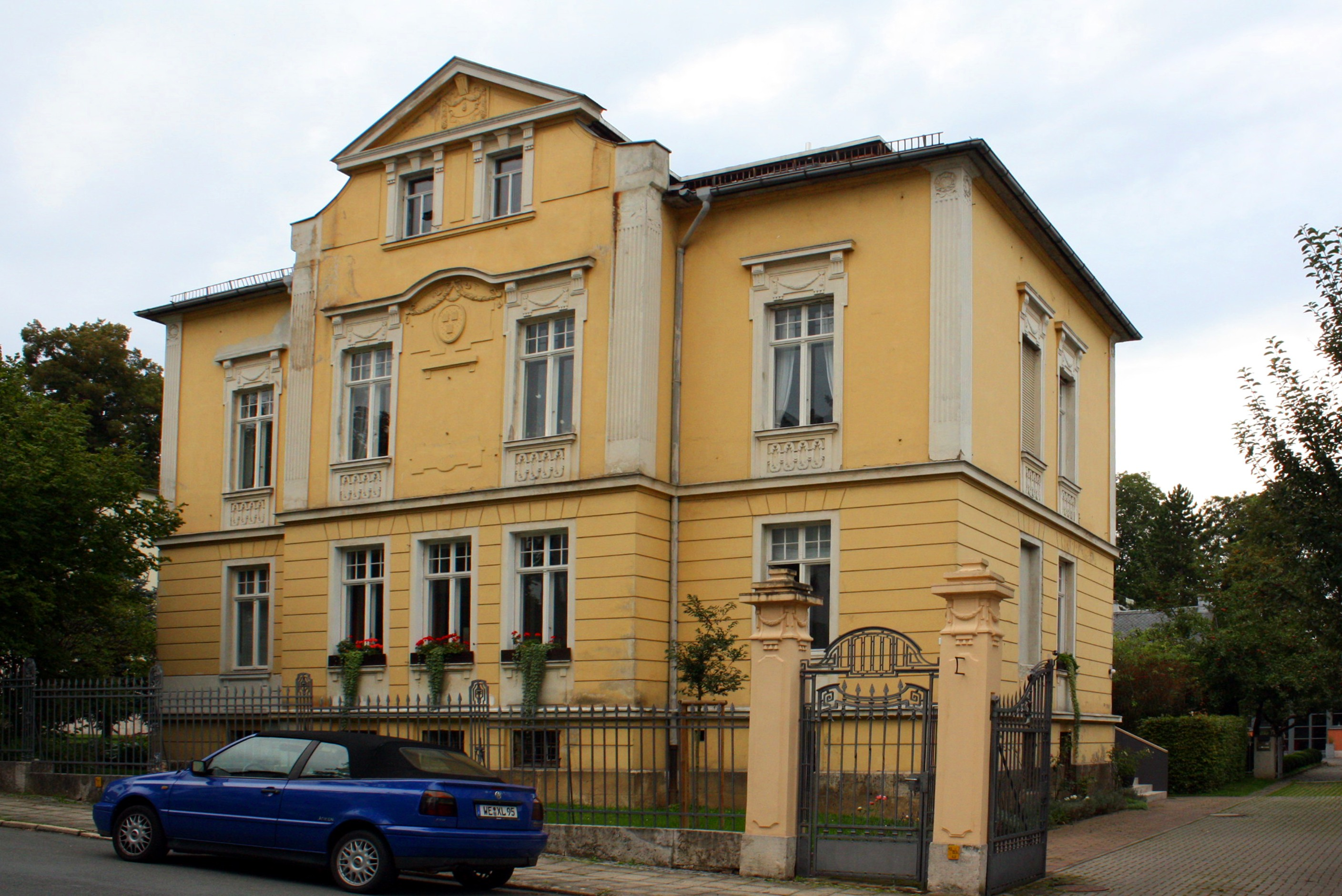
Helmholtzstraße 6 Weimar

Das denkmalgeschützte Haus Helmholtzstraße 6 ist eine 1904/05 entstandene Villa in Weimar.
Bauherr war der Weimarer Stadtrat Carl August Meyer. Dieser ließ sie nach den Plänen des Architekten Bruno Röhr errichten. Der Wintergarten wurde 1909 angebaut. Die Villa weist ein neobarockes Erscheinungsbild auf. Sie besitzt einen Mittelrisaliten. Sie weist alle Merkmale des Späthistorismus auf. Die Struktur der Innenräume ist noch die der Bauzeit.